# James McCullough
James McCullough (22 de octubre de 1996) es un deportista estadounidense que compite en remo. Ganó una medalla de plata en el Campeonato Mundial de Remo de 2024, en la prueba de cuatro scull ligero.

## Palmarés internacional
| Campeonato Mundial | Campeonato Mundial      | Campeonato Mundial | Campeonato Mundial  |
| Año                | Lugar                   | Medalla            | Prueba              |
| ------------------ | ----------------------- | ------------------ | ------------------- |
| 2024               | St. Catharines (Canadá) | Medalla de plata   | Cuatro scull ligero |